# ميك أوبراين (لاعب كرة قدم)
ميك أوبراين (بالإنجليزية: Mick O'Brien)‏ (25 سبتمبر 1979 بليفربول في المملكة المتحدة - ) هو لاعب كرة قدم بريطاني في مركز الوسط. لعب مع نادي إيفرتون ونادي توركي يونايتد ونادي ساوثبورت ونادي تشستر سيتي وDroylsden F.C. ‏.

## وصلات خارجية
- ميك أوبراين على موقع قاعدة بيانات كرة القدم.إي يو (الإنجليزية)
- ميك أوبراين على موقع Soccerbase.com (لاعب) (الإنجليزية)